# Puerto Azara
Puerto Azara o Rincón de Azara es una localidad argentina ubicada en el departamento Apóstoles de la Provincia de Misiones. Depende administrativamente del municipio de Azara, de cuyo centro urbano dista unos 7 km. Se encuentra sobre la margen derecha del río Uruguay, en la zona que se inundaría en caso de construirse la represa de Garabí, lo que llevó al rechazo a la construcción de la represa por parte de sus vecinos.

## Vías de acceso
Su principal vía de acceso es la Ruta Provincial 201, que la vincula al norte con Azara. El puerto sobre el río Uruguay permitió el arribo de los primeros inmigrantes ucranianos y polacos a comienzos del siglo XX.

## Economía
Su población trabaja mayoritariamente en la yerba mate, son unas 75 familias, de las cuales 60 viven en lotes fiscales. La precariedad en los títulos de ocupación afectaría gravemente a sus habitantes.